# 天神玉命
天神玉命（あまのかんたまのみこと。読みは「あま」「あめ」、「かみ」「かむ」「かん」など諸説あり）は『先代旧事本紀』に登場する神である。

## 概要
『先代旧事本紀』天神本紀によれば、饒速日命の防衛（ふせぎまもり）として随伴して天降った三十二人のうちの一柱とされ、三嶋県主らの祖とされる。『先代旧事本紀』神代本紀（神代系紀）においては神皇産霊尊の子、葛野鴨県主らの祖とされている。
饒速日命の防衛（ふせぎまもり）として随伴して天降った三十二人には他に天神魂命という神もいて、別名は三統彦命とされる。天神玉命と同じく葛野鴨県主らの祖とされている。